# U-23サッカーフィジー代表
U-23サッカーフィジー代表は、フィジーサッカー協会によって編成されるフィジーのサッカーの23歳以下のナショナルチームである。23歳以下の選手を対象とするオリンピックに出場するためのチームである。そのため、オリンピックの前年にはU-22サッカーフィジー代表、そのさらに前年にはU-21サッカーフィジー代表と呼称が変わる。
オリンピックは2016年大会で初出場した。

## オリンピックの成績
- 1992 - 予選敗退
- 1996 - 予選敗退
- 2000 - 予選敗退
- 2004 - 予選敗退
- 2008 - 予選敗退
- 2012 - 予選敗退
- 2016 - グループリーグ敗退
- 2020 - 予選敗退